# 35 Arietis
Désignations
35 Arietis (abrégé en 35 Ari) est une étoile binaire de la constellation zodiacale du Bélier. Elle est visible à l’œil nu avec une magnitude apparente de 4,67. Le système présente une parallaxe annuelle de 9,51 mas mesurée par le satellite Hipparcos, ce qui signifie qu'il est distant d'environ ∼ 340 a.l. (∼ 104 pc) de la Terre.
35 Arietis est un système binaire spectroscopique à raies simples, ce qui signifie que la présence du compagnon est mise en évidence par le déplacement des raies spectrales de la composante primaire par effet Doppler. Les deux étoiles orbitent l'une autour de l'autre selon une période de 490 jours et avec une excentricité de 0,14. La composante primaire est une étoile bleu-blanc de la séquence principale de type spectral B3 V. Elle est 5,7 fois plus massive que le Soleil et âgée de 5,5 millions d'années environ. Elle est 870 fois plus lumineuse que le Soleil et sa température de surface est de 17 520 K. Elle tourne sur elle-même avec une vitesse de rotation projetée de 90 km/s.